# Église catholique apostolique évangélique lusitanienne

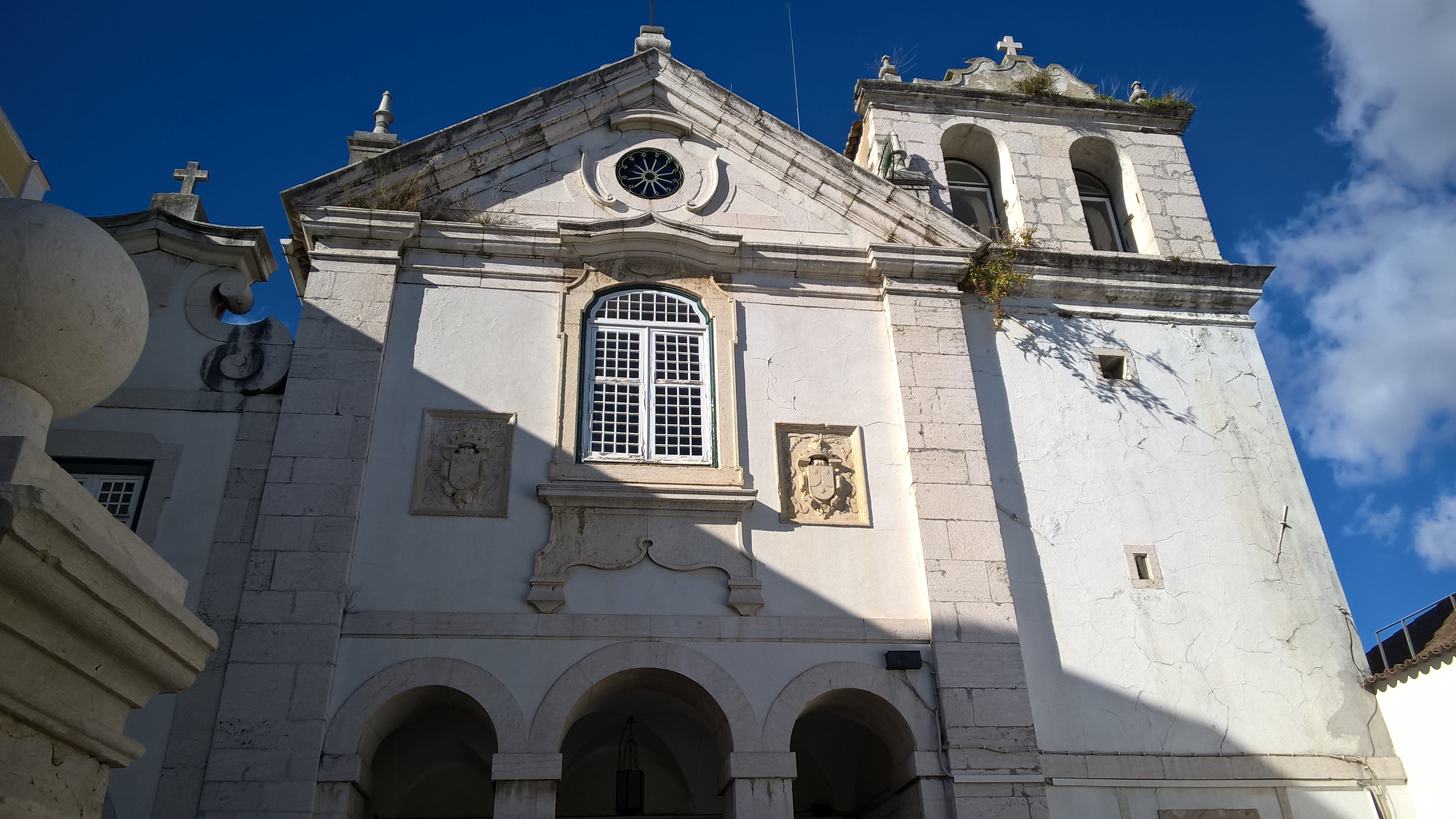
Église lusitanienne sur la Rua das Janelas Verdes, à Lisbonne.

Pour les articles homonymes, voir Église apostolique.
L'Église lusitanienne du Portugal ou Église catholique apostolique évangélique lusitanienne (en portugais : Igreja Lusitana Católica Apostólica Evangélica) est une Église anglicane au Portugal.
L'Église est membre de la Communion anglicane. Elle adhère également à la Communion de Porvoo.

## Histoire
Depuis 1980, l'Église est devenu un diocèse extraprovincial sous l'autorité métropolitaine de l'Archevêque de Cantorbéry.

## Organisation
L'Église compte une quinzaine de paroisses et missions.